# تشارلز بي كابل
تشارلز بي كابل (بالإنجليزية: Charles P. Cabell)‏ هو كاتب سير ذاتية وضابط أمريكي، ولد في 11 أكتوبر 1903 في دالاس في الولايات المتحدة، وتوفي في 25 مايو 1971 في مقاطعة أرلنغتون في الولايات المتحدة.